# Yamato Monogatari

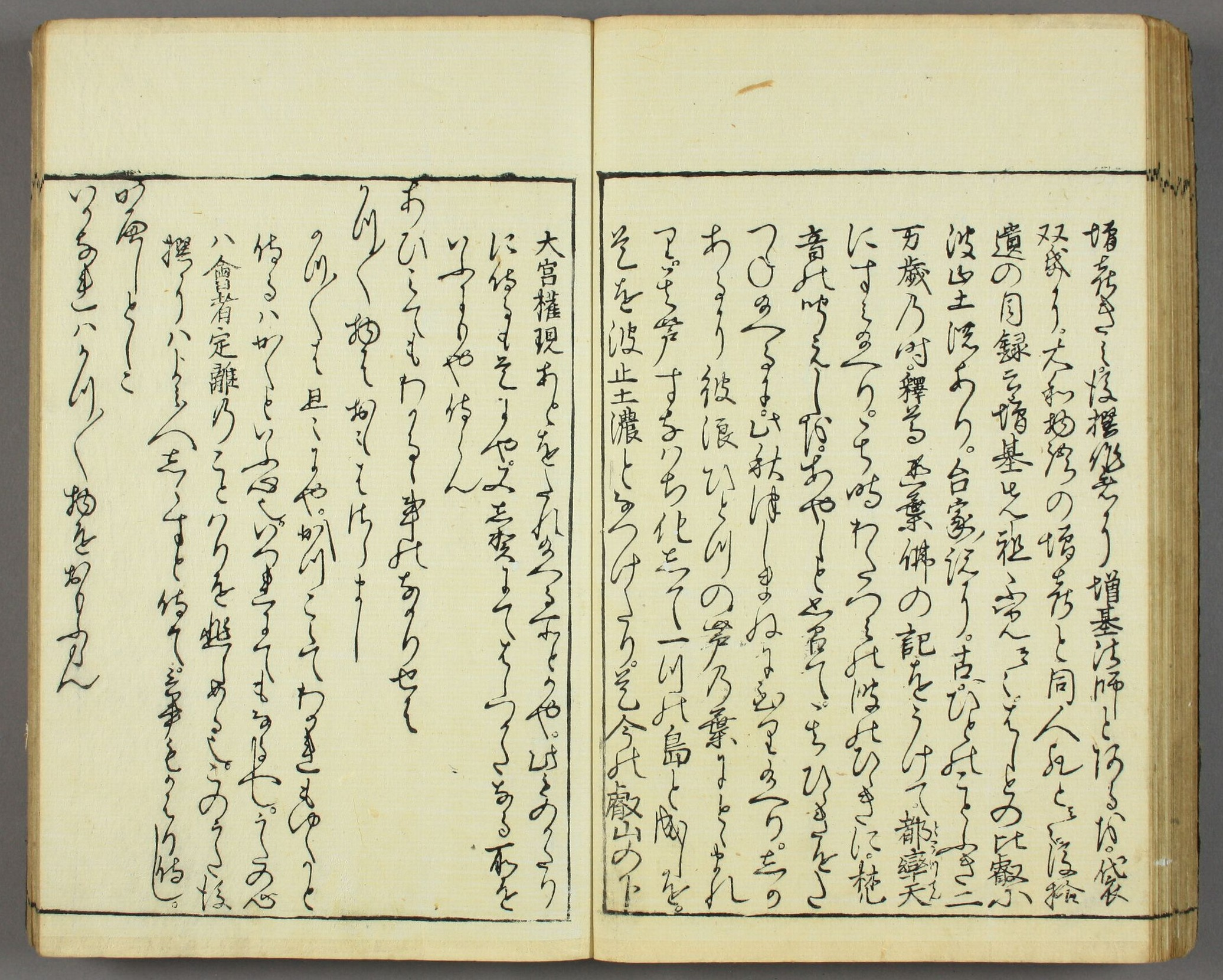
Kopie des Yamato Monogatari von Kitamura Kigin aus dem 17. Jahrhundert

Yamato Monogatari (jap. 大和物語, dt. „Erzählungen aus dem alten Japan“, auch „Erzählungen aus der Provinz Yamato“) ist eine Erzählung, die mit dem Ise Monogatari zum Genre der Uta Monogatari zählt. In dieser frühen Form der Erzählung (monogatari), die ursprünglich mündlich tradiert wurde und deren frühen schriftlichen Fixierungen die Uta Monogatari darstellen, sind noch Poesie, sprich Waka und Prosa, Setsuwa (ursprünglich mündlich tradierte Märchen- und Sagenstoffe) miteinander vermischt. Die genaue Entstehungszeit und der Autor sind unbekannt. Man nimmt an, dass der Autor dem Hofadel angehörte, der in der Mitte der Heian-Zeit diese Form der Dichtung pflegte. Vermutlich entstand das Yamato Monogatari um das Jahr 951 in der Regierungszeit des Murakami Tennō. Das Werk umfasst 173 Anekdoten und 300 Waka, die in zwei Maki (Rollen) überliefert sind.

## Übersicht
Gemeinhin unterscheidet man zwei Teile: der erste Teil bis zur Anekdote 140 hat vor allem den Hof und die Aristokratie zum Gegenstand, während sich der zweite Teil, ab Anekdote 141 mit unglücklicher Liebe, Trennung und Wiedersehen befasst. Im zweiten Teil überwiegen formal die Setsuwa. So erzählt Anekdote 147 (die „Ikudagawa Sage“ 生田川伝説) vom Selbstmord einer Frau aus Isu, die zwei Heiratsanträge erhält, einen von einem jungen Mann des Mubara Klans aus der Provinz Settsu und einen von einem jungen Mann des Chinu Klans aus der Provinz Izumi. Sie beschließt den Bewerber zu heiraten, der sich im Werben um sie hervortut und den Konkurrenten übertrifft. Da sich beide Bewerber jedoch gleich viel Mühe geben, kann sie kein Kriterium finden einen der beiden zu bevorzugen, gerät in Entscheidungsnot und stürzt sich in den Fluss Ikuda. Beide Bewerber, die ihr hinterher springen, um sie zu retten, ertrinken mit ihr im Fluss und werden am Ende rechts und links von ihr bestattet.
Das Yamato Monogatari ist wahrscheinlich vom älteren Ise Monogatari beeinflusst. Die erste Anekdote und Anekdote 147 nehmen direkt Bezug auf die Dichterin Ise. Das Yamato Monogatari berichtet auch vom „Fujiwara (no) Sumitomo ran“ (藤原純友の乱), einem Piratenaufstand, der 936 in einer verhängnisvollen Seeschlacht gipfelte. Fujiwara no Sumitomo wurde zu diesem Zeitpunkt mit ca. 1000 kleinen Booten von einem Beutezug zurückkehrend zur See gestellt. Einige hundert Piraten wurden getötet und etwa 800 Schiffe konnten beschlagnahmt werden. Dennoch gelang es dem Piratenanführer Sumitomo zu fliehen. Diese historischen Ereignisse werden in zwei Anekdoten des Yamato Monogatari erwähnt. Zum einen erzählt Anekdote 4 von der Ernennung Ono no Yoshifurus (小野好古, 884–967), dem es gelang Sumitomo zu stellen, zum anderen schildert Anekdote 126 vom Überfall Sumitomos auf das Dazaifu Chikuzen, von der Brandschatzung des Amtsgebäudes und davon wie Ono no Yoshifuru von einer Strafaktion gegen Sumitomo zurückkehrt und die von der Brandschatzung betroffene Dame Higaki (檜垣の御), die ihr Haus und Inventar verlor, aufsucht.